# 让·费拉

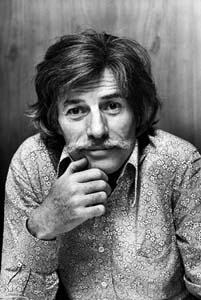
讓·費拉

让·费拉（Jean Ferrat，1930年12月26日—2010年3月13日），原名让·特南波姆（Jean Tenenbaum），法国歌手、作曲家、诗人。
让·费拉出生在沃克雷松的一个四个孩子的家庭。父亲是俄罗斯犹太人，1942年，被关进奥斯威辛集中营，并死于那里。费拉从此辍学谋生。